# Samostrzel (województwo kujawsko-pomorskie)

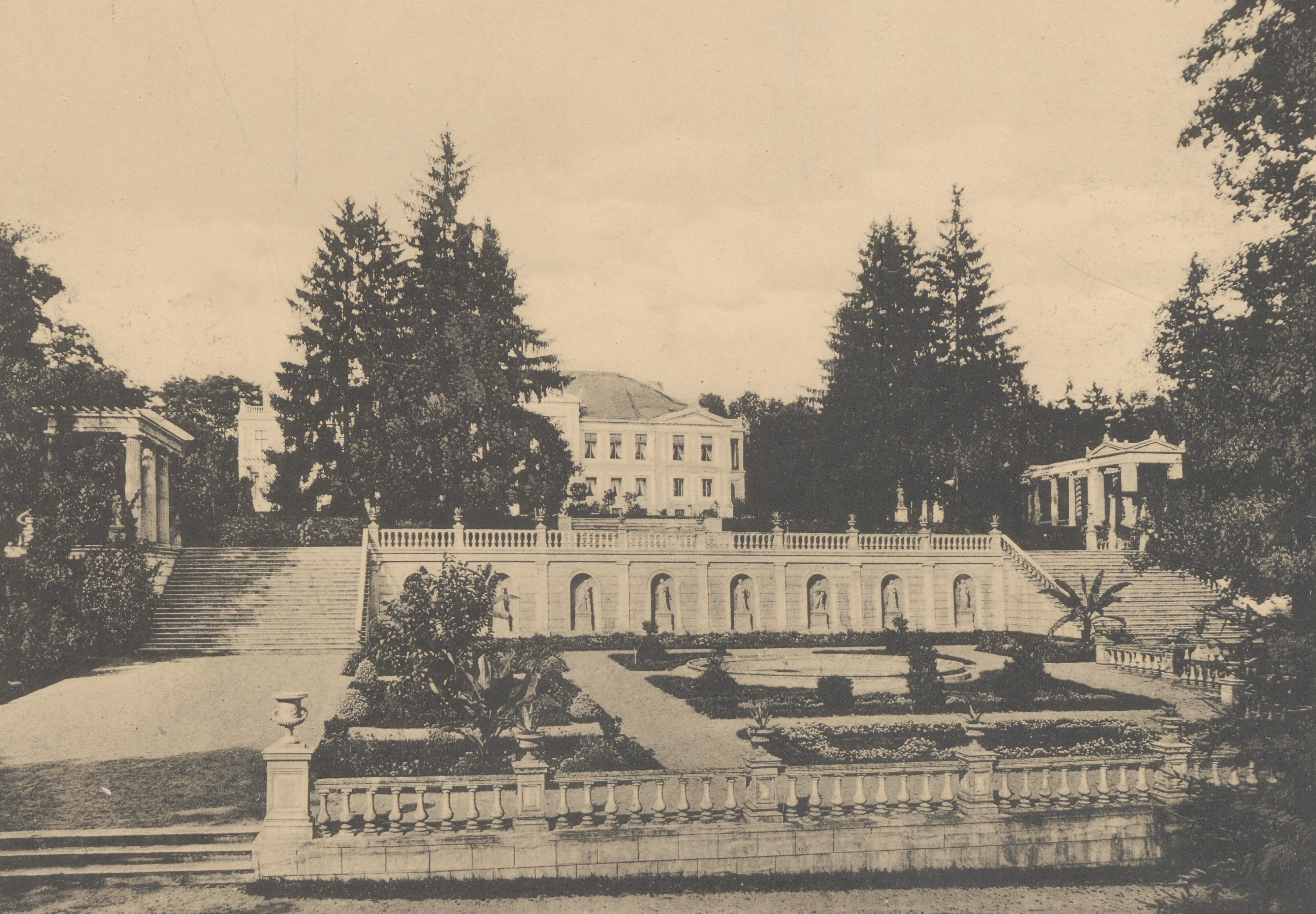
Widok pałacu przed 1912

Samostrzel – wieś w Polsce położona w województwie kujawsko-pomorskim, w powiecie nakielskim, w gminie Sadki.

## Podział administracyjny
Samostrzel znajduje się w odległości 2,7 km od Sadek (siedziba gminy). W latach 1975–1998 miejscowość administracyjnie należała do województwa bydgoskiego.

## Demografia
Według Narodowego Spisu Powszechnego (2011) liczyła 607 mieszkańców. Jest piątą co do wielkości miejscowością gminy Sadki.

## Historia
Wieś Samostrzel należała do dóbr rycerskich. W roku 1429 jej właścicielem był Grzymisław, który przez historyków uznawany jest za protoplastę rodu Samostrzelskich. Ostatnim z rodu Samostrzelskich był Paweł, fundator drewnianego kościoła w Sadkach, zmarły prawdopodobnie w 1587 roku. Wymarcie rodu Samostrzelskich spowodowało, iż wieś wraz z przynależnymi do niej osadami była kolejno we władaniu rodziny Orzelskich, następnie Grudzińskich i Opalińskich. Najprawdopodobniej w drodze mariażu Samostrzel stał się własnością rodziny Łąckich, a w roku 1698 cały klucz samostrzelski z wsiami: Mrozowo, Kraczki, Żelazno kupił Piotr z Bnina Bniński. W tej rodzinie majątek pozostawał do II wojny światowej.
Zewnętrznym miernikiem świetności rodu Bnińskich miał się stać pałac, który traktowano jako rodowe gniazdo. Budowę pałacu rozpoczął Piotr Bniński, a kontynuował jego syn Wojciech. Pałac powstał na pewno przed rokiem 1749, a jego architektem, podobnie jak kościoła w Sadkach, był Merkier ze Szczecinka. Budowla samostrzelska wzbudzała zachwyt w XIX wieku. Pisano o pałacu w 1864 roku: Pałac w Samostrzelu jest obszerną o dwóch skrzydłach budową, która wzniesiona przed 150 przeszło laty, powiększoną i ozdobioną została w 1825 roku. Wspaniałe komnaty, urządzone z przepychem, obok prostoty i wdzięku, zdobią dość znakomite zabytki sztuki, mianowicie kilka obrazów wybornego pędzla, wspaniały księgozbiór. Opisywana budowla wzniesiona była w stylu barokowym, wokół pałacu zaś założono park krajobrazowy na wzór angielski. Późnoklasycystyczną postać, utrzymującą się w zarysie do dziś, otrzymał pałac około roku 1880. Przebudowę przeprowadził Ignacy Bniński. Wraz z modernizacją pałacu stworzono ogród włoski, który zdobiły egzotyczne rośliny oraz wykonane przez miejscowych rzeźbiarzy posągi muz.
W okresie dwudziestolecia międzywojennego w pałacu samostrzelskim przebywali m.in.: Józef Piłsudski (w roku 1921), prezydent Ignacy Mościcki, generał Edward Rydz-Śmigły, Jan Kiepura. W czasach II wojny światowej pałac przejęli Niemcy. Ulokowano w nim organizację młodzieżową Jugendheim. Następnie, po pierwszych klęskach na froncie wschodnim w 1943 roku, pałac przeznaczono na szpital wojenny.
Po zakończeniu wojny w latach 1947-1982 pałac stał się siedzibą szkoły rolniczej. Następnie został przejęty przez Ministerstwo Kultury z zamiarem zorganizowania tu domu pracy twórczej, jednakże nie podjęto w tym celu żadnych działań. Na początku XXI wieku planowano tu uruchomienie hotelu dla oficerów NATO z Bydgoszczy, jednakże i ten zamysł nie został zrealizowany. W chwili obecnej ten zabytek niszczeje, a jego właścicielem jest Agencja Mienia Wojskowego, która bezskutecznie usiłowała go sprzedać za nie mniej niż 8 mln zł, pomimo że o zwrot zespołu pałacowego zabiegają spadkobiercy Marii Bnińskiej.

## Zabytki
Według rejestru zabytków NID na listę zabytków wpisany jest zespół pałacowy, nr rej.: A/884/1-2 z 21.07.1970:
- pałac, XVIII w., 1825 r., około roku 1880
- park, przełom XVIII/XIX w.

Budynki zespołu pałacowo-parkowego zajmują powierzchnię 5540 m² (z czego: pałac 4200 m², reszta przypada na browar, stajnię, garaż i barak biurowy), natomiast powierzchnia całego zespołu z parkiem wynosi 25,95 ha.

## Pomniki przyrody
Pomnikiem przyrody jest aleja drzew Sadki – Samostrzel.